# سیرومازین
سیرومازین (به انگلیسی: Cyromazine) با فرمول شیمیایی C۶H۱۰N۶ یک ترکیب شیمیایی با شناسه پاب‌کم ۴۷۸۶۶ است. که جرم مولی آن ۱۶۶٫۱۹ g/mol می‌باشد. شکل ظاهری این ترکیب، بلورین است.